# Arondismentul Château-Gontier
Arondismentul Château-Gontier (în franceză Arrondissement de Château-Gontier) este un arondisment din departamentul Mayenne, regiunea Pays de la Loire, Franța.

## Subdiviziuni

### Cantoane
- Cantonul Bierné
- Cantonul Château-Gontier-Est
- Cantonul Château-Gontier-Ouest
- Cantonul Cossé-le-Vivien
- Cantonul Craon
- Cantonul Grez-en-Bouère
- Cantonul Saint-Aignan-sur-Roë

### Comune
| 1. Ampoigné (53004)                 | 2. Argenton-Notre-Dame (53006)      | 3. Athée (53012)                       | 4. Azé (53014)                    |
| 5. Ballots (53018)                  | 6. Ballée (53017)                   | 7. Beaumont-Pied-de-Boeuf (53027)      | 8. Bierné (53029)                 |
| 9. La Boissière (53033)             | 10. Bouchamps-lès-Craon (53035)     | 11. Bouessay (53037)                   | 12. Bouère (53036)                |
| 13. Brains-sur-les-Marches (53041)  | 14. Le Buret (53046)                | 15. La Chapelle-Craonnaise (53058)     | 16. Chemazé (53066)               |
| 17. Château-Gontier (53062)         | 18. Châtelain (53063)               | 19. Chérancé (53068)                   | 20. Congrier (53073)              |
| 21. Cosmes (53075)                  | 22. Cossé-le-Vivien (53077)         | 23. Coudray (53078)                    | 24. Craon (53084)                 |
| 25. Cuillé (53088)                  | 26. Daon (53089)                    | 27. Denazé (53090)                     | 28. Fontaine-Couverte (53098)     |
| 29. Fromentières (53101)            | 30. Gastines (53102)                | 31. Gennes-sur-Glaize (53104)          | 32. Grez-en-Bouère (53110)        |
| 33. Houssay (53117)                 | 34. Laigné (53124)                  | 35. Laubrières (53128)                 | 36. Livré-la-Touche (53135)       |
| 37. Loigné-sur-Mayenne (53136)      | 38. Longuefuye (53138)              | 39. Marigné-Peuton (53145)             | 40. Mée (53148)                   |
| 41. Ménil (53150)                   | 42. Méral (53151)                   | 43. Niafles (53165)                    | 44. Origné (53172)                |
| 45. Peuton (53178)                  | 46. Pommerieux (53180)              | 47. Préaux (53184)                     | 48. Quelaines-Saint-Gault (53186) |
| 49. Renazé (53188)                  | 50. La Rouaudière (53192)           | 51. La Roë (53191)                     | 52. Ruillé-Froid-Fonds (53193)    |
| 53. Saint-Aignan-sur-Roë (53197)    | 54. Saint-Brice (53203)             | 55. Saint-Charles-la-Forêt (53206)     | 56. Saint-Denis-d'Anjou (53210)   |
| 57. Saint-Erblon (53214)            | 58. Saint-Fort (53215)              | 59. Saint-Laurent-des-Mortiers (53231) | 60. Saint-Loup-du-Dorat (53233)   |
| 61. Saint-Martin-du-Limet (53240)   | 62. Saint-Michel-de-Feins (53241)   | 63. Saint-Michel-de-la-Roë (53242)     | 64. Saint-Poix (53250)            |
| 65. Saint-Quentin-les-Anges (53251) | 66. Saint-Saturnin-du-Limet (53253) | 67. Saint-Sulpice (53254)              | 68. La Selle-Craonnaise (53258)   |
| 69. Senonnes (53259)                | 70. Simplé (53260)                  | 71. Villiers-Charlemagne (53273)       |                                   |